# Трёхсвятительская церковь (Киев)
Трёхсвятительская или Васильевская церковь — не сохранившаяся церковь в Киеве, построенная на Ярославовом «Большом дворе» князем Святославом Всеволодовичем в 1183 году.

## История
Использовалась как придворный храм киевских князей. Представляла собой четырёхстолпный крестовокупольный храм с фасадами, расчленёнными пилястрами с полуколоннами и была характерным сооружением киевской архитектурной школы второй половины XII века. Пришла в упадок после Батыева нашествия. После Брестской унии властями Речи Посполитой отдана униатам, однако в результате межконфессионального противостояния вновь перешла к православным и отреставрирована около 1640 года при Петре Могиле. В ходе осады Киева 1658 года отрядами Ивана Выговского вновь пострадала, на сей раз от пушечного обстрела. Во время второй реставрации митрополитом Варлаамом Ясинским обрела облик в стиле украинского барокко.
Разрушена во время «безбожной пятилетки», в 1935—1936 годах.